# Max Burckhardt
Max Burckhardt (auch Burckhardt-Menzi; * 14. Dezember 1910 in Basel; † 29. Juli 1993 ebenda) war ein Schweizer Historiker und Bibliothekar.

## Leben

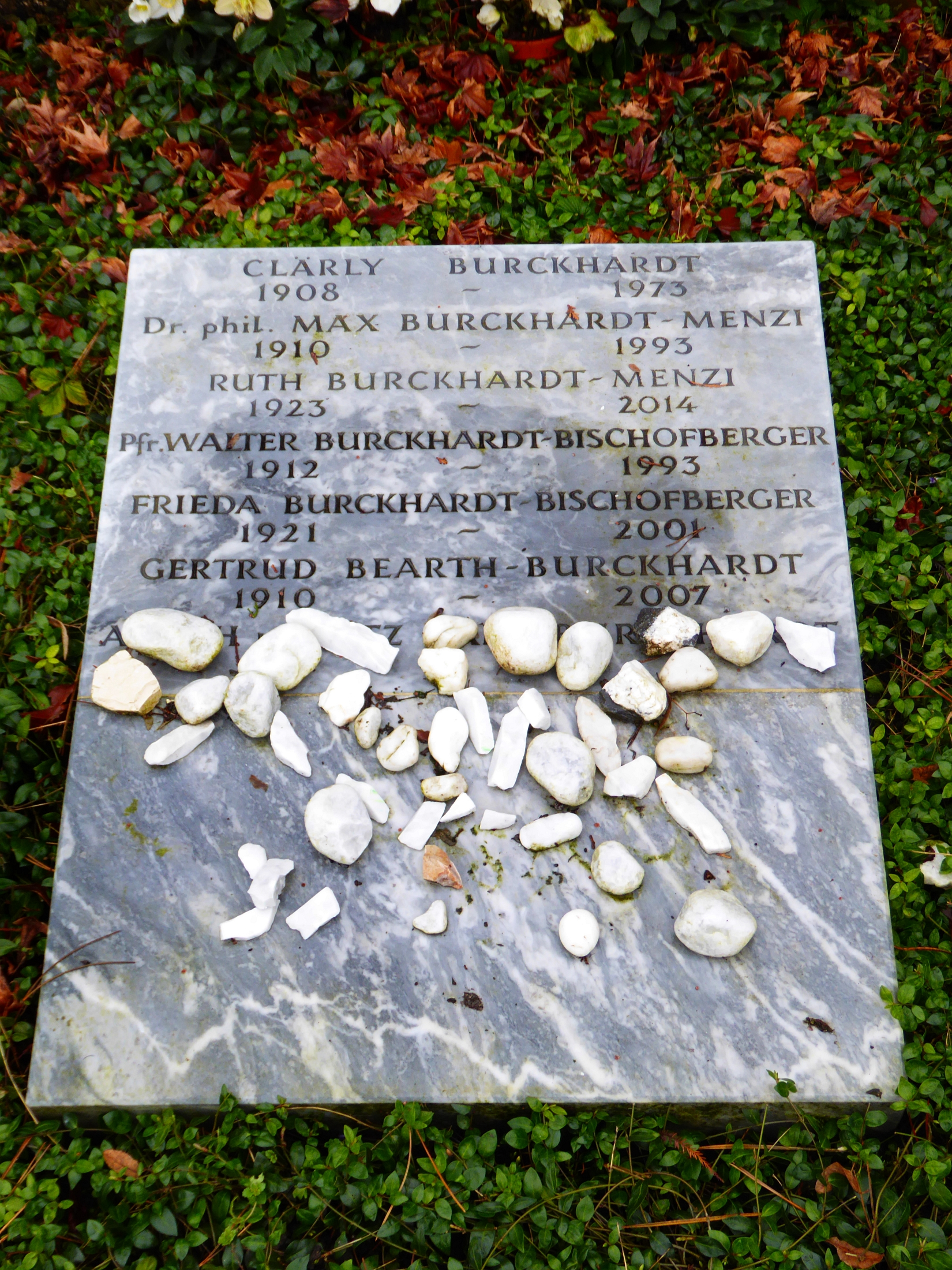
Grab auf dem Wolfgottesacker, Basel

Max Burckhardt, Sohn eines gleichnamigen Arztes, studierte Geschichte, Philosophie und Kirchengeschichte an den Universitäten Basel, Berlin, und München. 1936 wurde er in Basel bei Werner Kaegi mit der Dissertation Die Briefsammlung des Bischofs Avitus von Vienne (gest. 518) promoviert.
Von 1940 bis 1976 leitete er die Handschriftenabteilung der Universitätsbibliothek Basel. 1948 bis 1972 war er Redaktor der Basler Zeitschrift für Geschichte und Altertumskunde. Zudem bearbeitete er 1945 bis 1948 und, gemeinsam mit seiner Gattin Ruth geb. Menzi, 1965 bis 1988 die Basler Bibliographie.
Sein Hauptwerk ist die Edition der Briefe Jacob Burckhardts in 10 Bänden (1949–1994).
Gemeinsam mit Alfred Remigius Weber und Edgar Bonjour wurde Burckhardt 1990 zum Ehrenmitglied der Historischen und Antiquarischen Gesellschaft zu Basel ernannt.
Max Burckhardt war mit Ruth, geborene Menzi (1923–2014), verheiratet und fand auf dem Wolfgottesacker in Basel seine letzte Ruhestätte.

## Ehrungen
- 1978 Jacob-Burckhardt-Preis der Johann-Wolfgang-von-Goethe-Stiftung, Basel
- 1978 Dr. hc. der Universität Bern
- 1981 Wahl zum korrespondierenden Mitglied der Göttinger Göttinger Akademie der Wissenschaften[1]